# Воропаєв Олександр Андрійович
Олекса́ндр Андрі́йович Воропа́єв (1 квітня 1990) — український самбіст і дзюдоїст. Чемпіон України і Європи із бойового самбо, фіналіст і призер світових і континентальних першостей. Майстер спорту України.

## Біографія
У 2017 році на чемпіонаті Європи із самбо в Мінську (Білорусь) виборов срібну медаль з бойового самбо у ваговій категорії до 62 кг, поступившись у фіналі Олександру Салікову (Росія).
У 2018 році на чемпіонаті Європи із самбо в Афінах (Греція) виборов золоту медаль з бойового самбо у ваговій категорії до 62 кг, перемігши у фіналі Олександра Нестерова (Росія). Того ж року на чемпіонаті світу із самбо У Бухаресті (Румунія) виборов срібну медаль з бойового самбо у ваговій категорії до 57 кг, поступившись у фіналі Олександру Нестерову (Росія).
У 2020 році на чемпіонаті світу із самбо у Новий Сад (Сербія) виборов бронзову медаль з бойового самбо у ваговій категорії до 62 кг.
У 2021 році на чемпіонаті Європи із самбо в Лімасолі (Кіпр) виборов срібну медаль з бойового самбо у ваговій категорії до 64 кг, поступившись у фіналі Павлу Пантелеєву (Росія).
У 2024 році на чемпіонаті Європи із самбо у Новий Сад (Сербія) виборов бронзову медаль з бойового самбо у ваговій категорії до 64 кг.